# Karl Joseph Biener von Bienenberg
 Karl Joseph Biener von Bienenberg (czes. Karel Josef Biener z Bienenberka, ur. 4 listopada 1731 w Slanym  – zm. 20 stycznia 1798 w Pradze), czeski inżynier wojskowy, historyk, archeolog i publicysta niemieckiego pochodzenia. Nazywany „ojcem czeskiej archeologii“.

## Życiorys
Urodził się 4 listopada 1731 w Slanym. Po ukończeniu gimnazjum w Litomyszlu studiował filozofię i później stanową szkołę inżynierską w Pradze.
W 1751 r. jako geodeta wstąpił do armii i po zakończeniu wojny siedmioletniej został głównym inżynierem austriackiego Sztabu Generalnego. W ramach pełnienia tej funkcji brał udział w budowie twierdzy Hradec Králové, Josefov oraz mapowaniu Czech, Moraw i Śląska.
W 1768 r. mu został przyznany tytuł rycerski, jeden z niższych tytułów szlacheckich. Wtedy opuścił wojsko, rozpoczynając karierę w służbie cywilnej, bo objął stanovisko adiunkta w okręgowym urządzie w Litomierzycach. Siedem lat później został mianowany wojewodą w Hradcu Králové). Tam spędził cztery lata. Potem został mianowany wojewodą Okręgu Kouřimskiego z siedzibą w Pradze. W 1792 r. został podczas koronacji cesarza Franciszka na króla czeskiego pasowany na rycerza świętego Wacława i trzy lata później awansował ze stanu rycerskiego do wyższej szlachty, posiadając dziedziczny tytuł arystokratyczny.
Jako wojewoda w obu krajach był bardzo popularny. Jego hobby miały także wpływ na jego prace wojewody. Zdobywał pieniądze na ratowanie wszelkich zabytków, z własnych środków kupował części inwentarza różnych kaplic i innych budynków, które w ciągu wieków zniknąły i pojawiły się gdzie indziej, np. dla kaplicy w mieście Jílové u Prahy. Umarł 20 stycznia 1798 w Pradze.

## Twórczość
Cały swój czas wolny poświęcał nauce historii i etnologii. Na podstawie swoich badań skoncentrował się na pisaniu książek historyczno-topograficznych oraz archeologicznych:
- Biografie des h. Abtes Prokop nebst Geschichte seines Klosters (1769)
- Abhandlung über die bei Podmokl in J. 1771 gefundenen Geldklumpen (1777)
- Versuche über einige Alterthümer im Königreiche Böhmen (1778-1785)
- Versuch einer kurzgefassten Geschichte der Stadt Königinhof (1782)
- Geschichte des Militärkreuzherrenordens mit dem rothen Sterne (1786)
- Geschichte der Stadt Königgrätz (pierwsza część 1790, druga w rękopisie)